# Neopomacentrus violascens
Neopomacentrus violascens är en fiskart som först beskrevs av Bleeker, 1848.  Neopomacentrus violascens ingår i släktet Neopomacentrus och familjen Pomacentridae. Inga underarter finns listade i Catalogue of Life.